# Coenonympha accrescens
Coenonympha accrescens är en fjärilsart som beskrevs av Otto Staudinger och Hans Rebel 1901. Coenonympha accrescens ingår i släktet Coenonympha och familjen praktfjärilar. Inga underarter finns listade i Catalogue of Life.